# Corvara in Badia
Corvara in Badia (in ladino Corvara e in tedesco Kurfar) è un comune italiano di 1 428 abitanti della provincia autonoma di Bolzano in Trentino-Alto Adige, di cui è il comune più elevato, situato a 1568 m s.l.m. nel "cuore" delle Dolomiti, nonché il centro più grande della val Badia.
Rinomata località sciistica nel Gruppo del Puez del Sella Ronda, ai piedi del Sassongher e del comprensorio del Dolomiti Superski; fa parte del comprensorio dell'Alta Badia, insieme ai paesi di Colfosco, La Villa, San Cassiano e Badia, complessivamente nel comprensorio della Val Pusteria, ed è uno dei 18 comuni che formano la Ladinia.
Vi è ubicata la stazione meteorologica di Corvara in Badia.

## Origini del nome
Il toponimo è attestato dal 1296 come Kurfaer, Curveire, Corfara, Corvera e deriva dal latino corvus ("corvo") col suffisso -aria col significato di "luogo dei corvi". Tra il 1925 e il 1938 il comune si è denominato Ladinia, per aggregazione dei precedenti comuni di Corvara e Colfosco. La locuzione finale "in Badia" è presente solo nel toponimo ufficiale in italiano, probabilmente per distinguerla a livello nazionale dall'omonima località in provincia di Pescara. Il toponimo  tedesco Kurfar è ormai desueto.

## Storia

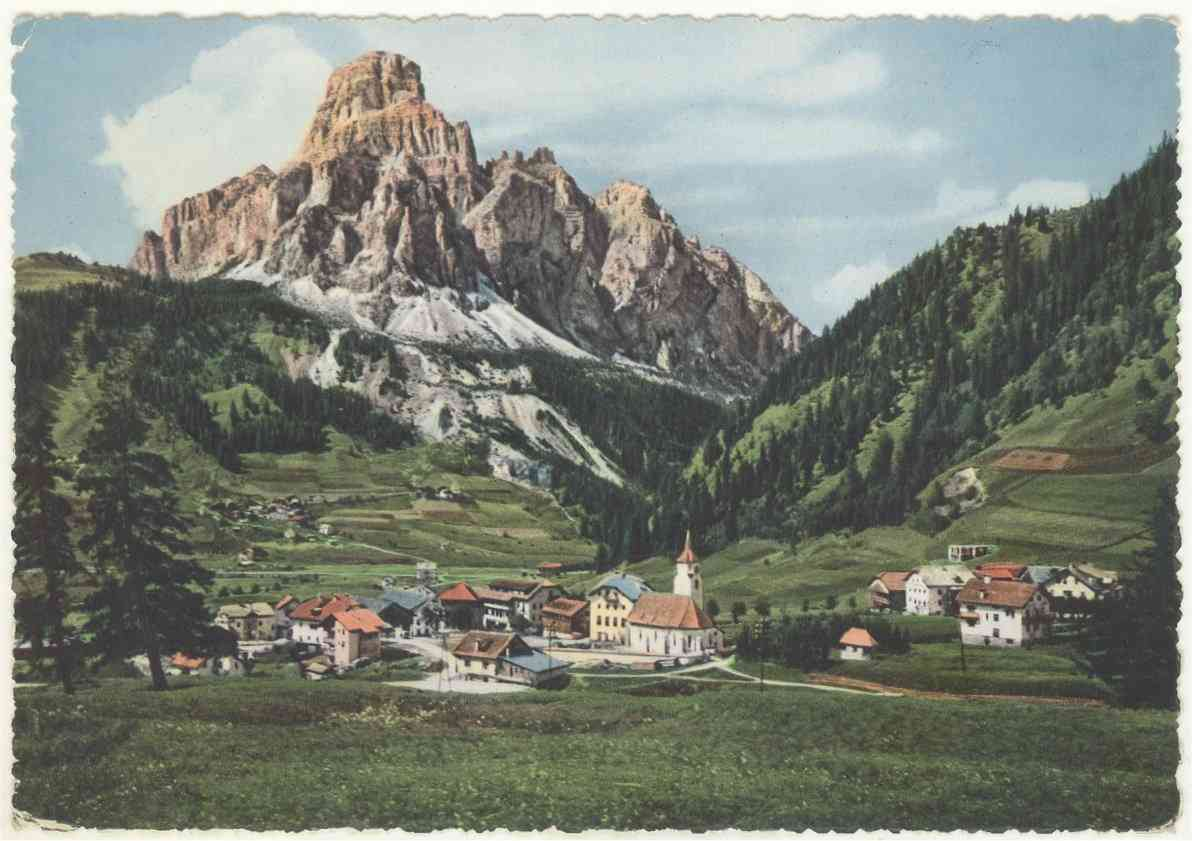
Cartolina di Corvara del 1953

Nonostante facciano parte ormai dello stesso comune, i paesi di Corvara e Colfosco hanno avuto storie nettamente distinte e hanno anche fatto parte di territori diversi.
Si hanno notizie storiche di Corvara soltanto dal 1292, al contrario di Colfosco di cui si ha traccia già un secolo e mezzo prima, precisamente dall'anno 1153, e l'abitato faceva parte dell'antica signoria di Marebbe-Val Badia.
Corvara apparteneva alla giurisdizione di Marebbe, Colfosco invece a quella Selva di Val Gardena, e quest'ultima località è stata annessa alla Val Badia solo nel 1828.
Ecclesiasticamente, Colfosco è appartenuta dapprima alla chiesa parrocchiale di Laion, poi alla curazia di Santa Cristina in Val Gardena. Sia Corvara che anche Colfosco appartenevano sino alla fine della prima guerra mondiale alla circoscrizione giurisdizionale di Marebbe e facevano parte del distretto di Brunico.
La più antica delle chiese, quella di Santa Caterina, esisteva già nel XV secolo e se ne ha notizia perché si parla di un sacerdote che vi teneva messa. L'altra chiesa, dedicata al Sacro Cuore, è invece molto più recente, del 1962.
Stante la remota posizione dell'abitato e della vita prettamente montanara della popolazione, non vi sono accaduti eventi di particolare rilievo. Sia Corvara sia Colfosco acquisirono fama internazionale nel XIX secolo, quando cominciarono ad essere apprezzati per le attività sciistiche ed escursionistiche. Nel 1947 fu ultimata e collaudata la prima seggiovia d'Italia proprio a Corvara, che collegava l'abitato al Col Alto, avviando un processo di intensificazione dell'industria turistica e sciistica che ha visto un particolare incremento negli anni settanta, creando numerosi posti di lavoro per la popolazione locale ed anche per persone giunte da altre regioni.

### Stemma
Lo stemma rappresenta tre monti di colore verde, sovrastati da tre cime di colore rosso con le vette inclinate, su sfondo argento. Le tre cime simboleggiano il monte Sassongher che sovrasta il paese. Lo stemma è stato adottato nel 1969.

### Simboli
Il corvo è diventato per questo uno dei simboli di Corvara. Un altro simbolo di Corvara è sicuramente il Sassongher, che con i suoi 2665 m di altezza sovrasta l'abitato.

## Monumenti e luoghi d'interesse

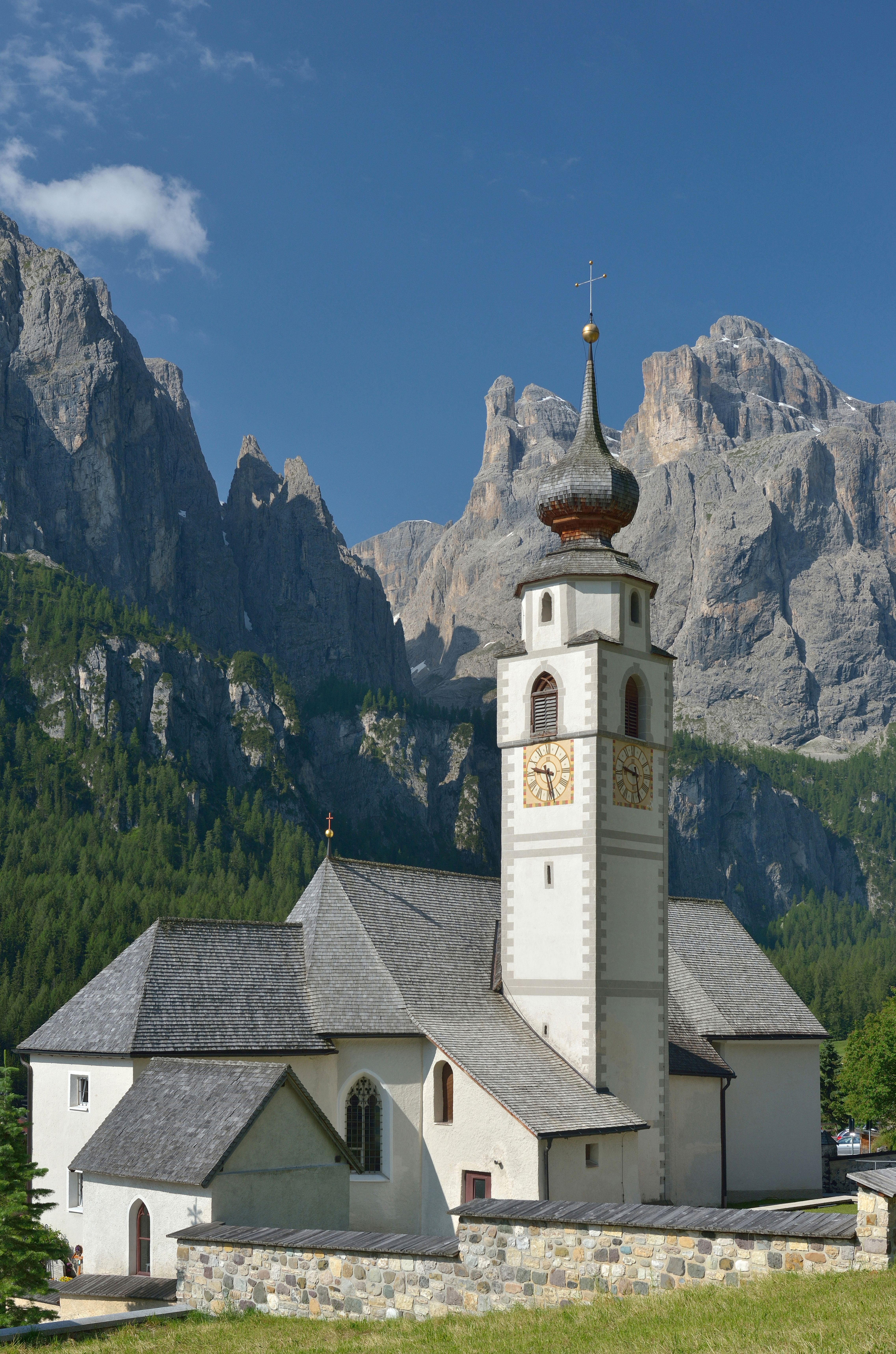
Chiesa di San Vigilio a Colfosco

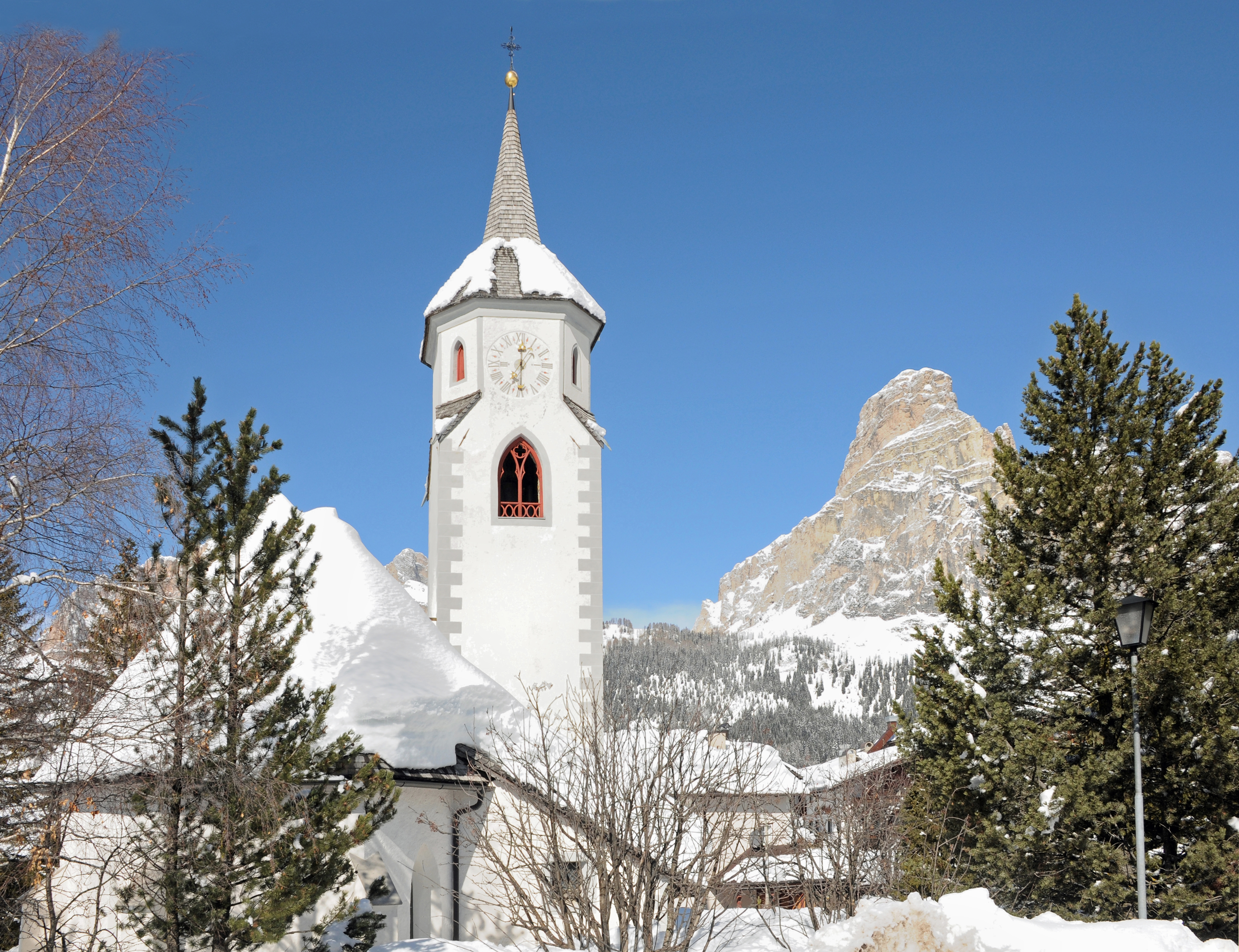
Chiesa di Santa Caterina a Corvara

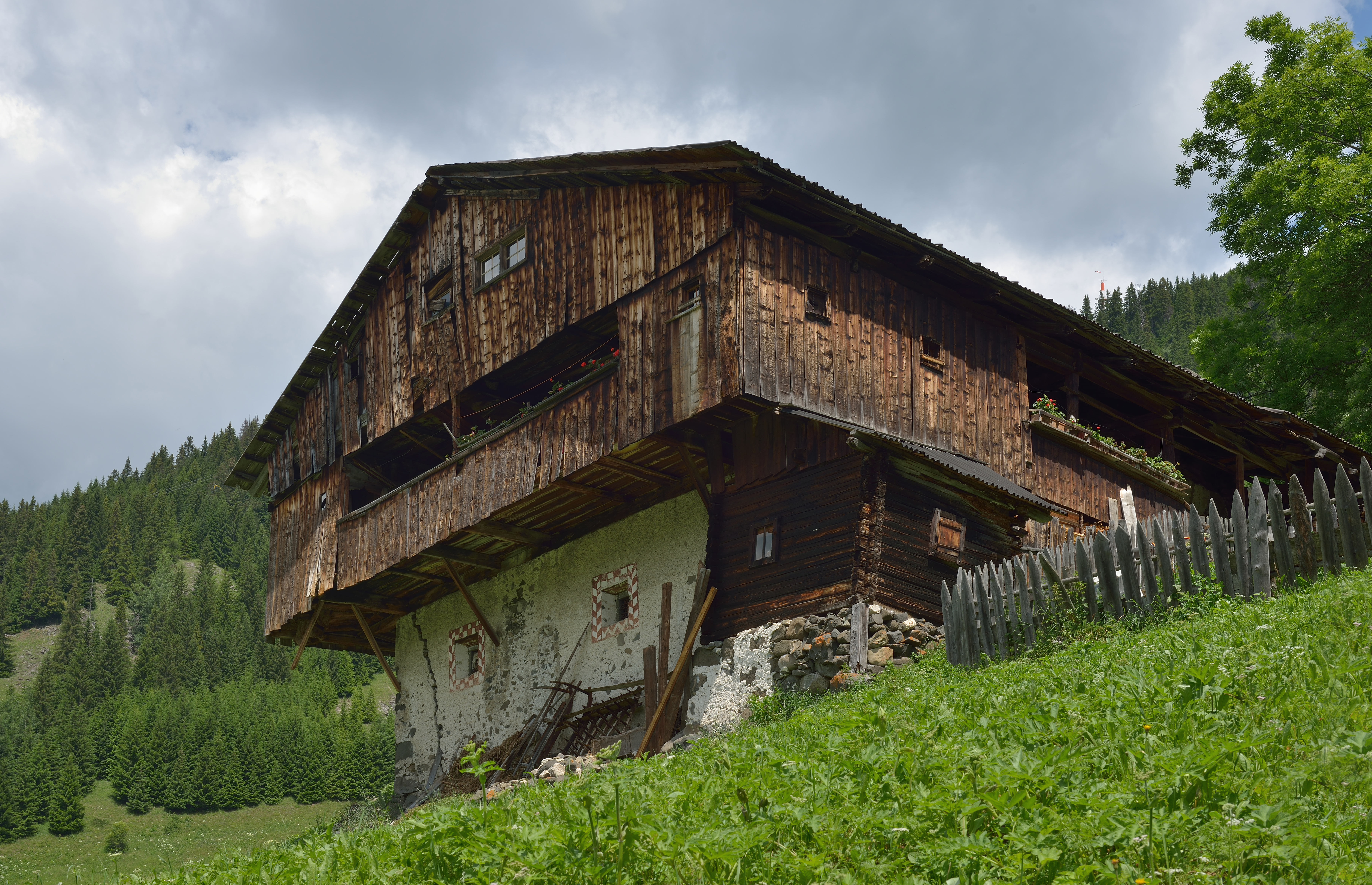
Plaza d'Sott

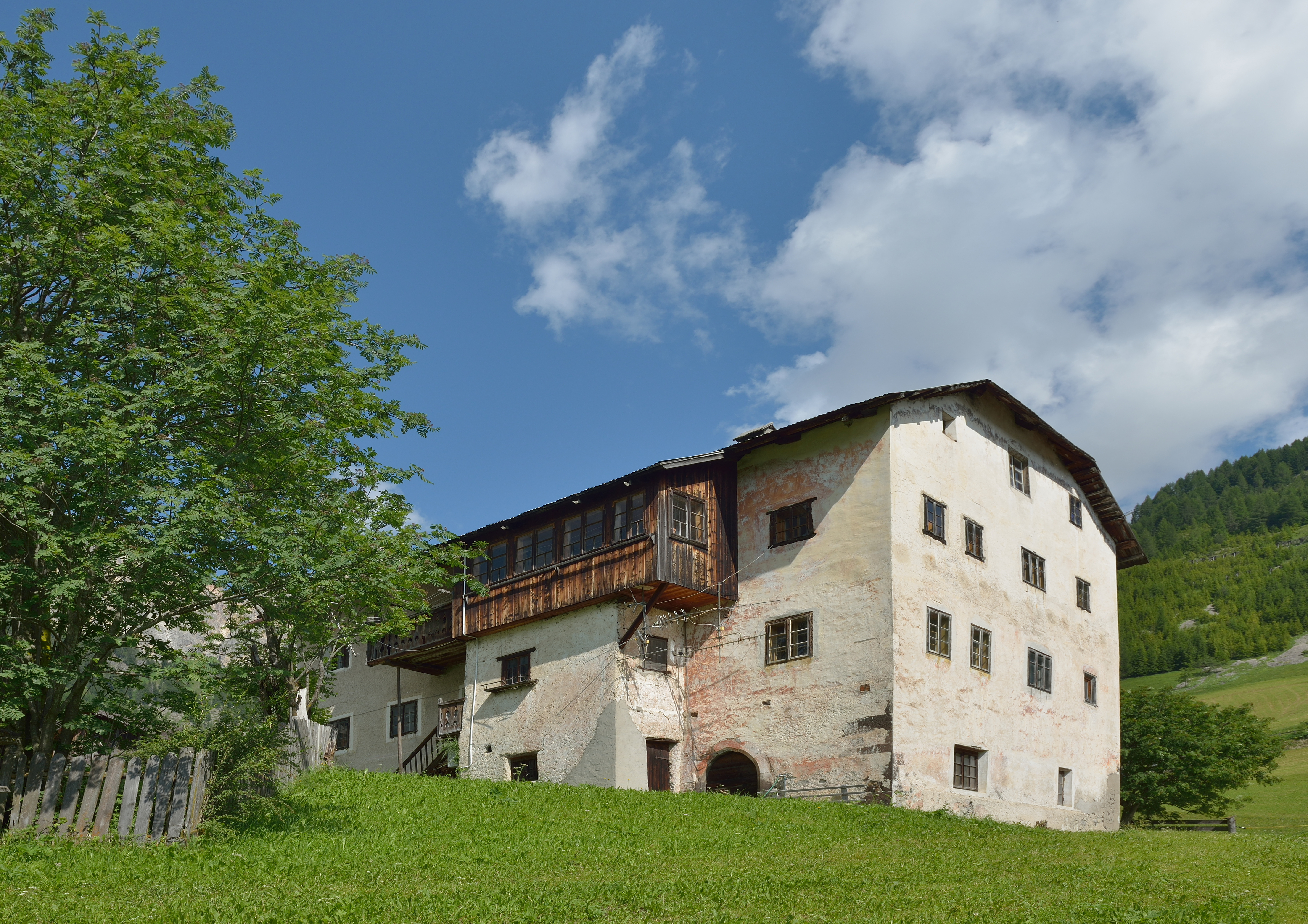
Zecca da Ruatsch

Corvara in Badia presenta nove edifici riconosciuti come beni culturali e pertanto sottoposti a vincolo dalla provincia autonoma di Bolzano.

### Architetture religiose
- Chiesa parrocchiale di San Vigilio a Colfosco: ha un nucleo gotico e una navata ampliata a metà del XIX secolo. L'abside poligonale conserva un coro del XVII secolo. Nelle immediate vicinanze ci sono il cimitero e la cappella ad esso asservita.[10]
- Chiesa di Santa Caterina: già parrocchiale, fu edificata nel 1498 in stile tardogotico. L'abside è poligonale con volta a ventaglio. L'interno presenta dipinti murali databili tra il XV secolo e il XVII secolo. Il campanile presenta un tamburo ottagonale e termina con una cuspide. Il vicino cimitero include una piccola cappella.[11]

### Architetture civili
- Pedecorvara: casa d'abitazione medievale in pietra e legno[12]
- Plan d'Sura: casa d'abitazione medievale con piano terra in pietra e struttura lignea aggettante al primo piano[13]
- Plaza d'Sott: edificio residenziale tardomedievale in pietra e legno, con soluzione a blockbau[14]
- Plaza d'Sura: edificio residenziale con piano terra medievale e sopraelevazione ottocentesca[15]
- Rock: edificio residenziale con nucleo medievale ed elevato barocco[16]
- Sorà: edificio residenziale con tetto a spiovente spezzato e scala esterna in legno. Le finestre hanno cornici tardobarocche[17]
- Zecca da Ruatsch: edificio residenziale a più piani datato 1688. Presenta un portico e un tetto a padiglione[18]

## Società

### Ripartizione linguistica
È uno degli 8 comuni della provincia ad avere la maggioranza della popolazione di madrelingua ladina:
| Ripartizione linguistica | 1971   | 1981   | 1991   | 2001   | 2011   | 2024   |
| ------------------------ | ------ | ------ | ------ | ------ | ------ | ------ |
| Madrelingua italiana     | 5,47%  | 2,74%  | 2,85%  | 4,42%  | 6,84%  | 10,23% |
| Madrelingua tedesca      | 1,68%  | 3,25%  | 4,36%  | 4,58%  | 3,46%  | 2,65%  |
| Madrelingua ladina       | 92,84% | 94,01% | 92,80% | 91,00% | 89,70% | 87,12% |

### Evoluzione demografica
Abitanti censiti

## Cultura

### Scuole
La popolazione ladina a Corvara ammonta circa al 91% dei residenti, e quindi in val Badia si trova la più alta percentuale di abitanti di madrelingua ladina di tutte le regioni ladine delle Dolomiti.
Tuttavia, in preparazione della vita pubblica e sociale, che è orientata largamente al turismo sia invernale che estivo, cominciano presto per i bambini le lezioni nelle altre due lingue ufficiali, l'italiano ed il tedesco.
A Corvara ci sono un asilo ed una scuola elementare, dove si tengono, a partire dal secondo anno, lezioni in ladino solo per due ore alla settimana, mentre tutte le restanti ore d'insegnamento sono svolte sia in lingua italiana che tedesca, paritariamente, al 50% per ognuna delle due. Una caratteristica speciale di Corvara è un'ora d'insegnamento integrato "interlingua" a settimana, in tutte e tre le lingue ufficiali. Tutti gli insegnanti delle scuole primarie devono essere di lingua ladina.

## Amministrazione
| Periodo          | Periodo          | Primo cittadino       | Partito                                          | Carica                  | Note   |
| ---------------- | ---------------- | --------------------- | ------------------------------------------------ | ----------------------- | ------ |
| nel 1964         |                  | Franz Kostner         |                                                  | Sindaco                 |        |
| 1974             | 1985             | Heinz Kostner         | lista civica                                     | Sindaco                 |        |
| 17 giugno 1985   | 21 maggio 1990   | Heinz Kostner         | SVP                                              | Sindaco                 |        |
| 17 giugno 1990   | 5 giugno 1995    | Heinz Kostner         | SVP                                              | Sindaco                 |        |
| 5 giugno 1995    | 15 maggio 2000   | Heinz Kostner         | lista civica                                     | Sindaco                 |        |
| 15 maggio 2000   | 9 maggio 2005    | Heinz Kostner         | lista civica                                     | Sindaco                 |        |
| 9 maggio 2005    | 17 maggio 2010   | Francesco Pedratscher | lista civica Düc Adüm - Tutti insieme            | Sindaco                 |        |
| 17 maggio 2010   | 5 luglio 2010    | Robert Rottonara      | lista civica Uniun (appoggiata da SVP)           | Sindaco                 | [ 24 ] |
| 5 luglio 2010    | 22 novembre 2010 | Heinrich Huber        | -                                                | commissario prefettizio |        |
| 22 novembre 2010 | in carica        | Robert Rottonara      | lista civica Uniun Calfosch-Pescosta-Corvara SVP | Sindaco                 |        |

## Sport

### Sci
Conosciuta soprattutto come una delle più grandi località sciistiche italiane, comprende, insieme alle Dolomiti 130 km di piste e 52 impianti. La rinomata pista del Boè termina proprio accanto al centro del paese e gli impianti di risalita verso la cime del Piz Boè, da cui parte la pista, così come le piste di Colfosco, di Capanna Nera e del Col Alto sono tutte comodamente poste a ridosso dell'abitato e della citata pista del Boè.

### Ciclismo
Corvara in Badia è stata negli anni la città di arrivo delle seguenti tappe del Giro d'Italia:
| Anno | Tappa | Partenza           | km  | Vincitore di tappa         | Maglia rosa       |
| ---- | ----- | ------------------ | --- | -------------------------- | ----------------- |
| 1989 | 14ª   | Misurina           | 131 | Flavio Giupponi            | Laurent Fignon    |
| 1992 | 13ª   | Bassano del Grappa | 204 | Franco Vona                | Miguel Indurain   |
| 1993 | 13ª   | Asiago             | 220 | Moreno Argentin            | Bruno Leali       |
| 1993 | 14ª   | Corvara in Badia   | 245 | Claudio Chiappucci         | Miguel Indurain   |
| 2002 | 16ª   | Conegliano         | 163 | Julio Alberto Pérez Cuapio | Cadel Evans       |
| 2016 | 14ª   | Alpago (Farra)     | 210 | Esteban Chaves             | Steven Kruijswijk |

È stata inoltre sede di partenza delle seguenti tappe del Giro d'Italia:
| Anno | Tappa  | Arrivo        | km  | Vincitore di tappa   | Maglia rosa      |
| ---- | ------ | ------------- | --- | -------------------- | ---------------- |
| 1989 | 15ª-1ª | Trento        | 131 | Jean-Paul van Poppel | Laurent Fignon   |
| 1992 | 14ª    | Monte Bondone | 205 | Giorgio Furlan       | Miguel Indurain  |
| 1993 | 15ª    | Lumezzane     | 263 | Davide Cassani       | Miguel Indurain  |
| 2002 | 17ª    | Folgaria      | 222 | Pavel Tonkov         | Paolo Savoldelli |

### Altro
In estate si pratica alpinismo, trekking e ski roll, nonché parapendio o deltaplano dal Piz Boè o dal Col Alto.